# 藤島知子
藤島 知子（ふじしま ともこ）は、日本のモータージャーナリスト。日本自動車ジャーナリスト協会理事。日本カー・オブ・ザ・イヤー選考委員。レーシングドライバー。元レースクイーン（スーパー耐久）。愛称は藤トモ。

## 人物
神奈川県藤沢市出身。身長162cm。24歳で普通自動車免許（マニュアル）取得。取得後オペルワゴンを運転、半年後RX-7を購入。モデルのアルバイト中にレースチームのマネージャーに憧れるが、まずはキャンペーンガールとなる。その後雑誌『K-CARスペシャル』（学研マーケティング）の企画でレースデビュー。現在はアウディ・S1とアストンマーティン・DB9が愛車。日本カーオブザイヤー選考委員を務める。血液型はB型。
- 2002年より執筆活動を開始する。
- 2008年より『クルマでいこう!』（テレビ神奈川）に出演し、新車情報を紹介。

## レース戦歴
- 2002年 - スズキ ワンメイクレース 北日本シリーズ第2戦でレースデビュー 予選13位 決勝13位
- 2003年
  - スズキ ワンメイクレース 北日本シリーズ
    - 第1戦 予選16位 決勝16位
    - 第2戦 予選13位 決勝14位
    - 第3戦 予選16位 決勝16位
    - 第4戦 予選21位 決勝18位

  - スズキ ワンメイクレース フォーミュラスズキ Kei Sportシリーズ
    - 第1戦 予選10位 決勝11位
    - 第2戦 予選6位 決勝6位
    - 第3戦 予選13位 決勝9位
    - 第4戦 予選5位 決勝4位
    - 第5戦 予選9位
- 2004年
  - スズキ ワンメイクレース フォーミュラスズキ Kei Sportシリーズ
    - 第1戦 予選6位 決勝5位
    - 第2戦 予選7位 決勝3位
    - 第3戦 予選7位 決勝6位
    - 第4戦 予選8位 決勝7位
    - 第5戦 予選7位 決勝9位

  - NISSAN MARCH CUP 東日本シリーズ第4戦 予選25位 決勝21位
- 2005年
  - スズキ ワンメイクレース フォーミュラスズキ 隼シリーズ
    - 第1戦 決勝10位
    - 第2戦 決勝9位
    - 第3戦 決勝9位
    - 第5戦 決勝9位
- 2006年
  - スズキ ワンメイクレース フォーミュラスズキ 隼シリーズ
    - 第1戦 決勝4位
    - 第2戦 決勝5位
    - 第3戦 決勝6位
    - 第4戦 決勝4位
    - 第5戦 決勝7位

  - フォルクスワーゲン ゴルフ GTI カップ ジャパン第2戦 決勝8位
- 2007年
  - MAZDA パーティレース シリーズ マスターズ 決勝8位
  - MAZDA パーティレース シリーズ クラブマンIクラス 第1戦 予選1位 決勝1位
  - MAZDA パーティレース シリーズ クラブマンIIクラス
    - 第2戦 決勝6位
    - 第4戦 決勝7位

## レースクイーン
- 2001年 - JIC クリスタルアルテッツァ（スーパー耐久第2戦 仙台ハイランド）
- 2002年
  - PROJECT μ（TOKYO AUTOSALON with AUTO ASIA 2002）[2]
  - Group Lotus（Coca-Cola OLD/NOW Car Festival）[3]

## 出演

### テレビ
- 『クルマでいこう!』　（テレビ神奈川）